# Samsung Galaxy Win 2
Samsung Galaxy Win 2 é um smartphone Android desenvolvido e comercializado pela Samsung Electronics, também produzido com a marca Samsung Galaxy Core Prime em alguns países. O aparelho contém uma tela WVGA, conexão 4G e Android 5.0.2 Lollipop.  Algumas versões do modelo possuem atualização para o Android 5.1.1 Lollipop.